# I remember Elvis Presley
I remember Elvis Presley is een single van 'Danny Mirror', een pseudoniem van Eddy Ouwens. Hij schreef het lied naar aanleiding van het overlijden van Elvis Presley op 16 augustus 1977.
Op de in Nederland uitgebrachte versie van het nummer is Tony Berk van Radio Noordzee te horen als nieuwslezer, en op de internationale versie Tony Prince, de nieuwslezer van Radio Luxemburg, die als “eerste” het nieuws bracht.

## Kort geding
Omdat de single al uitkwam voordat Presley was begraven, betitelde diskjockey Felix Meurders het nummer in een recensie in de Hitkrant als "lijkenpikkerij". Ouwens spande een kort geding aan en kreeg gelijk: de Hitkrant moest rectificeren.
De lijkenpikkerij viel in de ogen van de nabestaanden van Presley blijkbaar wel mee, want een aantal jaren later nam Ouwens een album op met The Jordanaires, ooit achtergrondkoor van Presley. Later verscheen van Ouwens ook nog de single Ben je eenzaam vannacht, een vertaling van het Presley-nummer Are you lonesome tonight.

## Hitnotering
Het publiek had geen twijfels omtrent het nummer. Het bereikte in een aantal landen de eerste plaats. Zelfs in het Verenigd Koninkrijk stond het negen weken genoteerd met een vierde plaats als hoogste.

### Nederlandse Top 40
| Positie: | 15 | 5 | 2 | 1 | 1 | 3 | 6 | 13 | 33 | 37 | uit |

### NederlandseNationale Hitparade
| Positie: | 12 | 4 | 2 | 1 | 1 | 2 | 6 | 13 | 24 | uit |

### BelgischeBRT Top 30
| Positie: | 16 | 3 | 1 | 1 | 1 | 3 | 2 | 3 | 11 | 25 | uit |

### VlaamseUltratop 30
| Positie: | 12 | 3 | 1 | 1 | 1 | 1 | 2 | 2 | 6 | 11 | 16 | 23 | uit |

### NPO Radio 2 Top 2000
I remember Elvis Presley stond alleen in 1999 in de NPO Radio 2 Top 2000, op plek 1947.